# Катастрофа MD-83 под Ыспартой
Катастрофа MD-83 под Ыспартой — крупная авиационная катастрофа, произошедшая в пятницу 30 ноября 2007 года. В 12 километрах от аэропорта Ыспарты в холм Тюрбетепе врезался авиалайнер McDonnell Douglas MD-83 авиакомпании Atlasjet, выполнявший рейс KK4203 по маршруту Стамбул—Ыспарта. Погибли все находившиеся на его борту 57 человек.

## Хронология событий
30 ноября 2007 года заходил на посадку самолёт MD-83 авиакомпании Atlasjet рейс 4203 Стамбул — Ыспарта.
В 01:30 пилоты сообщили о хорошей видимости и что они наблюдают ВПП, после чего отметка самолёта исчезла с экранов радара. Самолёт задел крылом холм Тюрбетепе высотой 1810 метров, затем развалился на несколько частей и упал на землю.
Хвост и двигатели самолёта лежали на холме, а остальная часть — на 150 метров ниже.
При столкновении погибли все 57 человек.

## Расследование
Во время расследования выяснилось, что причиной аварии самолета являются ошибки в его пилотировании. Специалисты выяснили, что пилот отключил бортовую систему навигации. В результате самолёт шёл чуть ниже глиссады и задел крылом холм.